# Błędów (gemeente)
De gemeente Błędów is een landgemeente in het Poolse woiwodschap Mazovië, in powiat Grójecki.
De zetel van de gemeente is in Błędów.
Op 27 stycznia 2007 telde de gemeente 8235 inwoners.

## Oppervlakte gegevens
In 2002 bedroeg de totale oppervlakte van gemeente Błędów 135,23 km², waarvan:
- agrarisch gebied: 90%
- bossen: 5%

De gemeente beslaat 9,78% van de totale oppervlakte van de powiat.

## Demografie
Stand op 30 juni 2004:
| Omschrijving                   | Totaal | Totaal | Vrouwen | Vrouwen | Mannen | Mannen |
| ------------------------------ | ------ | ------ | ------- | ------- | ------ | ------ |
| eenheid                        | aantal | %      | aantal  | %       | aantal | %      |
| inwoners                       | 7963   | 100    | 3979    | 50      | 3984   | 50     |
| bevolkingsdichtheid (inw./km²) | 58,9   | 58,9   | 29,4    | 29,4    | 29,5   | 29,5   |

## Administratieve plaatsen (sołectwo)
Annopol, Bielany, Błędów, Błędów Nowy, Błogosław, Bolesławiec Leśny, Borzęcin, Bronisławów, Cesinów-Las, Czesławin, Dańków, Dąbrówka Nowa, Dąbrówka Stara, Fabianów, Głudna, Golianki, Goliany, Gołosze, Huta Błędowska, Ignaców, Jadwigów, Jakubów, Janki, Julianów, Kacperówka, Katarzynów, Kazimierki, Lipie, Łaszczyn, Machnatka, Machnatka-Parcela, Oleśnik, Pelinów, Roztworów, Sadurki, Śmiechówek, Trzylatków Duży, Trzylatków Mały, Trzylatków-Parcela, Tomczyce, Wilcze Średnie, Wilhelmów, Wilkonice, Wilków Drugi, Wilków Pierwszy, Wólka Dańkowska, Wólka Gołoska, Wólka Kurdybanowska, Zalesie, Załuski, Ziemięcin, Zofiówka.

## Aangrenzende gemeenten
Belsk Duży, Biała Rawska, Mogielnica, Pniewy, Sadkowice,